# La Chapelle-Montligeon
La Chapelle-Montligeon és un municipi francès situat al departament de l'Orne i a la regió de Normandia. L'any 2007 tenia 654 habitants.

## Demografia

### Població
El 2007 la població de fet de La Chapelle-Montligeon era de 654 persones. Hi havia 291 famílies de les quals 104 eren unipersonals (44 homes vivint sols i 60 dones vivint soles), 99 parelles sense fills, 72 parelles amb fills i 16 famílies monoparentals amb fills.
La població ha evolucionat segons el següent gràfic:
Habitants censats

### Habitatges
El 2007 hi havia 426 habitatges, 300 eren l'habitatge principal de la família, 83 eren segones residències i 43 estaven desocupats. 369 eren cases i 55 eren apartaments. Dels 300 habitatges principals, 145 estaven ocupats pels seus propietaris, 152 estaven llogats i ocupats pels llogaters i 3 estaven cedits a títol gratuït; 2 tenien una cambra, 36 en tenien dues, 59 en tenien tres, 97 en tenien quatre i 106 en tenien cinc o més. 230 habitatges disposaven pel capbaix d'una plaça de pàrquing. A 139 habitatges hi havia un automòbil i a 113 n'hi havia dos o més.

### Piràmide de població
La piràmide de població per edats i sexe el 2009 era:
| Homes | Edats   | Dones |
| ----- | ------- | ----- |
| 0     | 95 o +  | 4     |
| 4     | 90 a 94 | 0     |
| 0     | 85 a 89 | 12    |
| 4     | 80 a 84 | 12    |
| 8     | 75 a 79 | 28    |
| 24    | 70 a 74 | 16    |
| 20    | 65 a 69 | 20    |
| 32    | 60 a 64 | 24    |
| 12    | 55 a 59 | 28    |
| 28    | 50 a 54 | 24    |
| 48    | 45 a 49 | 32    |
| 16    | 40 a 44 | 32    |
| 12    | 35 a 39 | 16    |
| 24    | 30 a 34 | 20    |
| 8     | 25 a 29 | 16    |
| 28    | 20 a 24 | 20    |
| 24    | 15 a 19 | 24    |
| 24    | 10 a 14 | 8     |
| 24    | 5 a 9   | 12    |
| 4     | 0 a 4   | 8     |

## Economia
El 2007 la població en edat de treballar era de 398 persones, 292 eren actives i 106 eren inactives. De les 292 persones actives 259 estaven ocupades (149 homes i 110 dones) i 33 estaven aturades (15 homes i 18 dones). De les 106 persones inactives 46 estaven jubilades, 24 estaven estudiant i 36 estaven classificades com a «altres inactius».

### Ingressos
El 2009 a La Chapelle-Montligeon hi havia 294 unitats fiscals que integraven 616,5 persones, la mediana anual d'ingressos fiscals per persona era de 16.756 €.

### Activitats econòmiques
Dels 23 establiments que hi havia el 2007, 1 era d'una empresa alimentària, 1 d'una empresa de fabricació d'altres productes industrials, 4 d'empreses de construcció, 4 d'empreses de comerç i reparació d'automòbils, 1 d'una empresa de transport, 2 d'empreses d'hostatgeria i restauració, 1 d'una empresa financera, 2 d'empreses de serveis, 3 d'entitats de l'administració pública i 4 d'empreses classificades com a «altres activitats de serveis».
Dels 5 establiments de servei als particulars que hi havia el 2009, 1 era una fusteria, 1 lampisteria, 2 electricistes i 1 perruqueria.
Dels 2 establiments comercials que hi havia el 2009, 1 era una botiga de més de 120 m² i 1 una botiga de menys de 120 m².
L'any 2000 a La Chapelle-Montligeon hi havia 4 explotacions agrícoles.

## Equipaments sanitaris i escolars
El 2009 hi havia 1 centre de salut i 1 farmàcia.
El 2009 hi havia una escola elemental.

## Poblacions més properes
El següent diagrama mostra les poblacions més properes.